# Tulista
Tulista é um pequeno gênero de plantas suculentas endêmicas da África do Sul . Eles foram anteriormente incluídos no gênero Haworthia.

## Características
O gênero é caracterizado pelo grande tamanho (em relação a outras haworthias), pela forma de crescimento em roseta sem caule, pelo exsudato amarelo em suas folhas não fibrosas, e por suas flores distintas com pedúnculos robustos.

## Taxonomia
O gênero Haworthia foi por muito tempo considerado problemático e suspeito de ser polifilético. Foi dividido em três subgêneros diferentes: Haworthia (as espécies macias, verdes, folhosas e muitas vezes retusas); Hexangulares (as espécies mais duras, muitas vezes tubérculos); Robustipedunculares (as quatro espécies maiores e mais robustas). Vários estudos filogenéticos confirmaram essa divisão e mostraram que Haworthia na verdade compreende três clados que são apenas distantes.  Com base em evidências filogenéticas, em 2013, Gordon Rowley reviveu o gênero Tulista, erguido pela primeira vez por Constantine Samuel Rafinesque em 1840, mas há muito consignado à sinonímia de Haworthia.  No entanto, Rowley adotou um conceito muito amplo de Tulista, no qual além do subgênero Haworthia Robustipedunculares, o gênero incluía Astroloba e Aloe aristata (agora Aristaloe aristata ), entre outros táxons . Mais tarde, em 2013, esse conceito amplo foi rejeitado por Manning et al. mais tarde, e Tulista re-circunscrito para consistir em quatro espécies,  uma decisão apoiada por Gildenhuys e Klopper em 2016. Rowley posteriormente defendeu sua abordagem original do gênero, embora não seja mais amplamente aceite.  Os mesmos estudos filogenéticos sugeriram que os parentes mais próximos de Tulista eram os gêneros Astroloba e Gonialoe.

### Espécies
Em 2014, Manning et al. reconheceu quatro espécies no gênero Tulista,  embora de maio de 2018 a Lista de Verificação Mundial de Famílias de Plantas Selecionadas aceita apenas três delas. Todas as quatro espécies são altamente variáveis, cada uma com muitas formas diferentes.

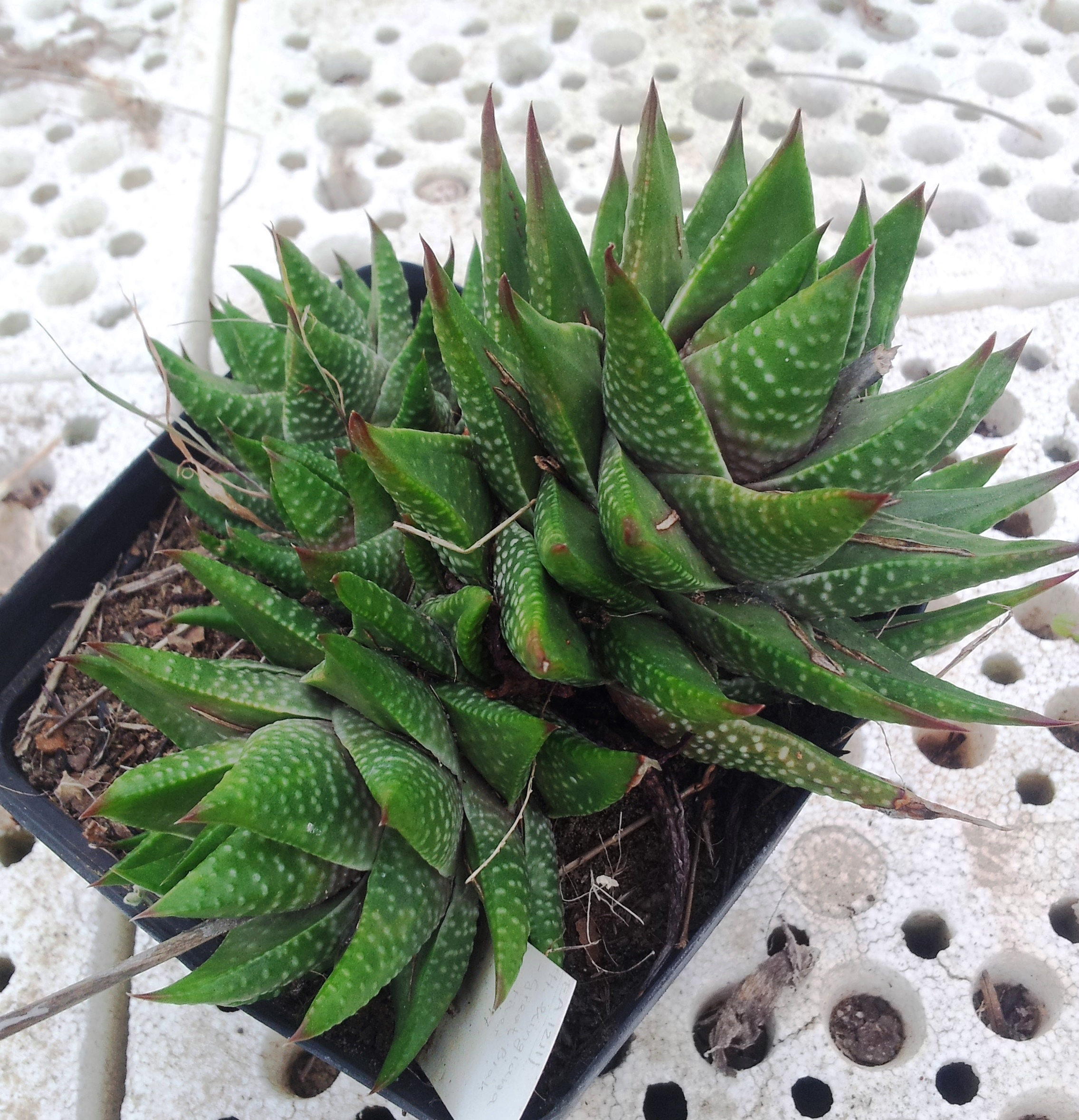
Tulista kingiana

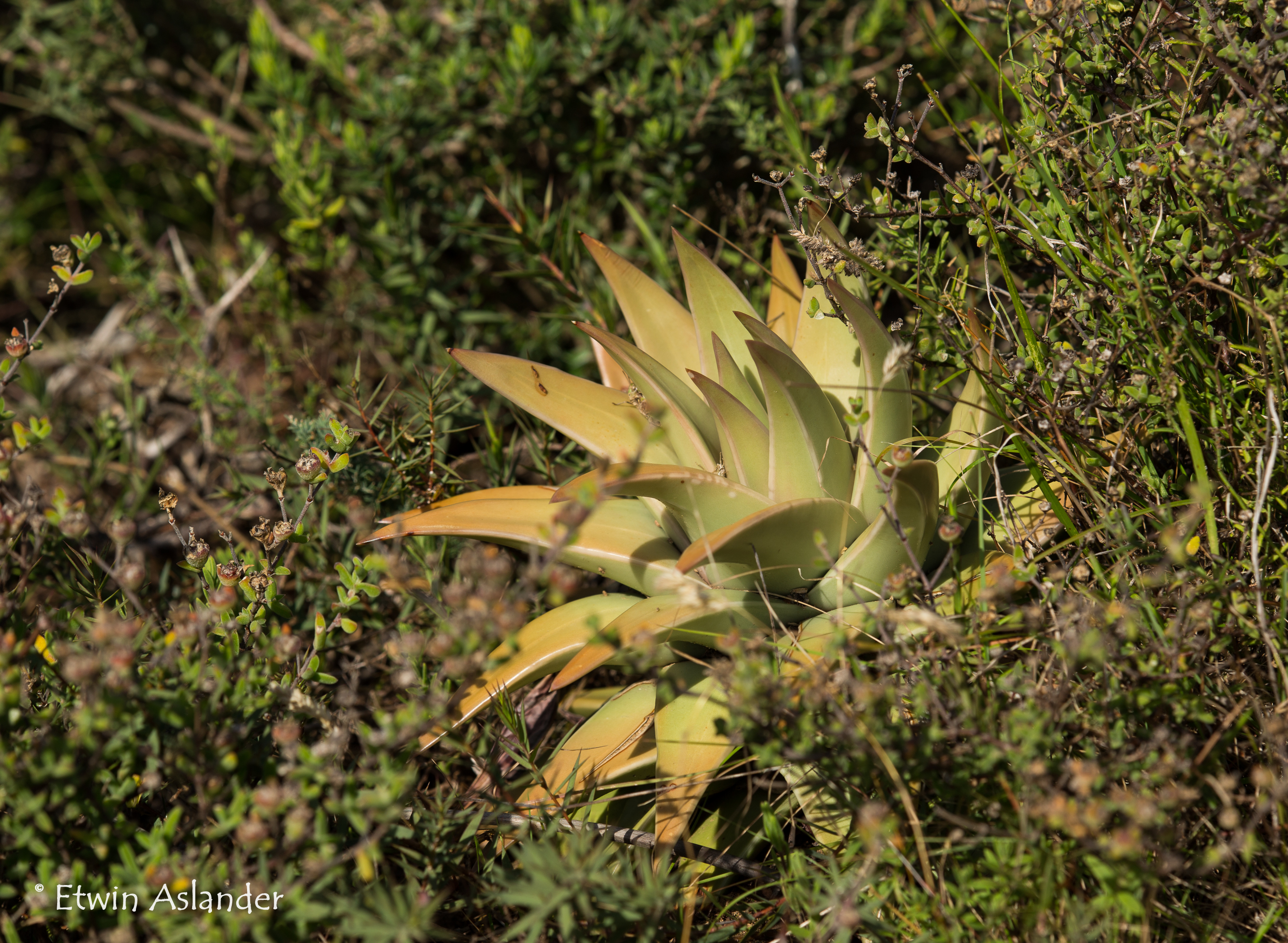
Tulista marginata

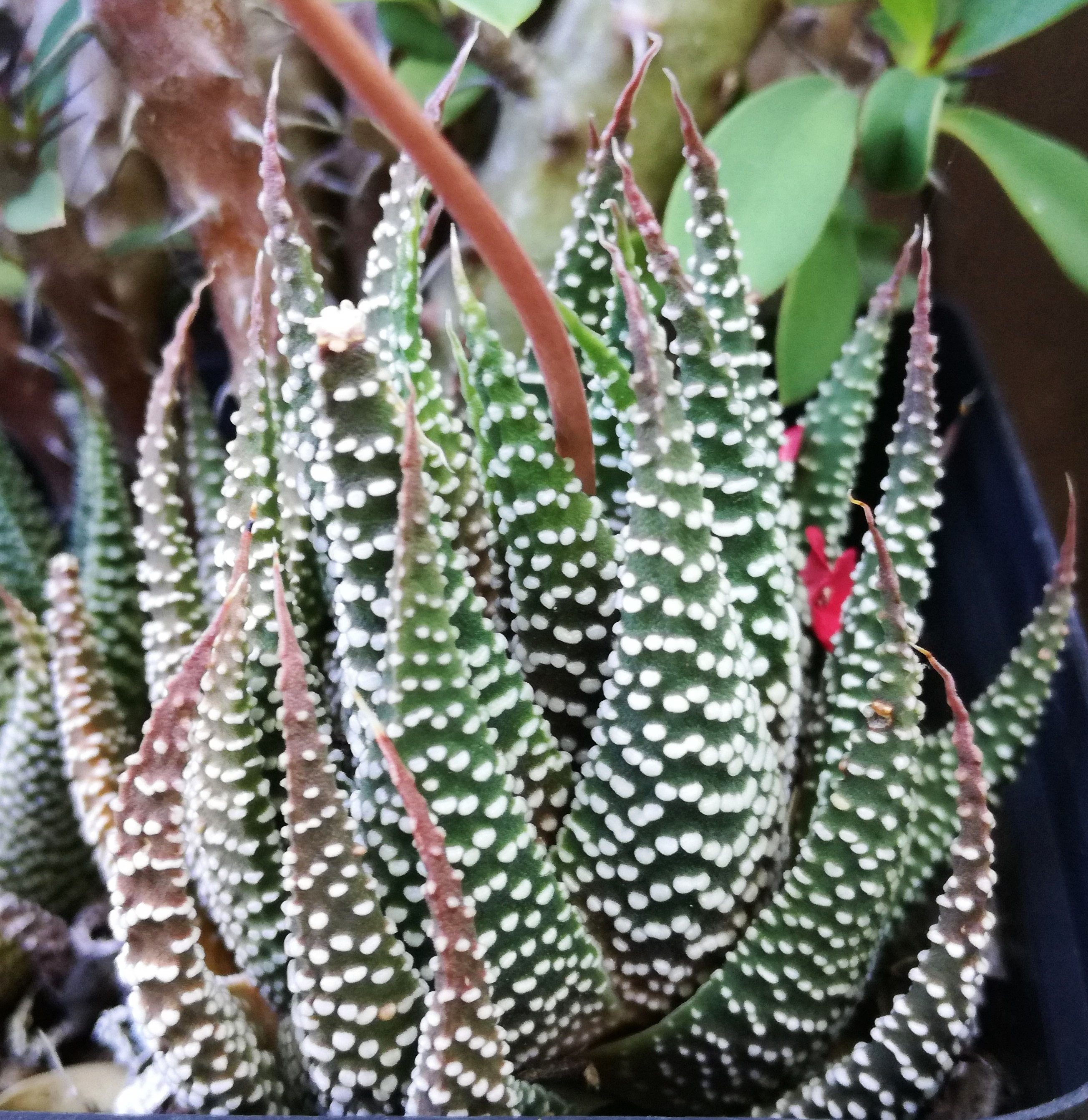
Tulista mínimo

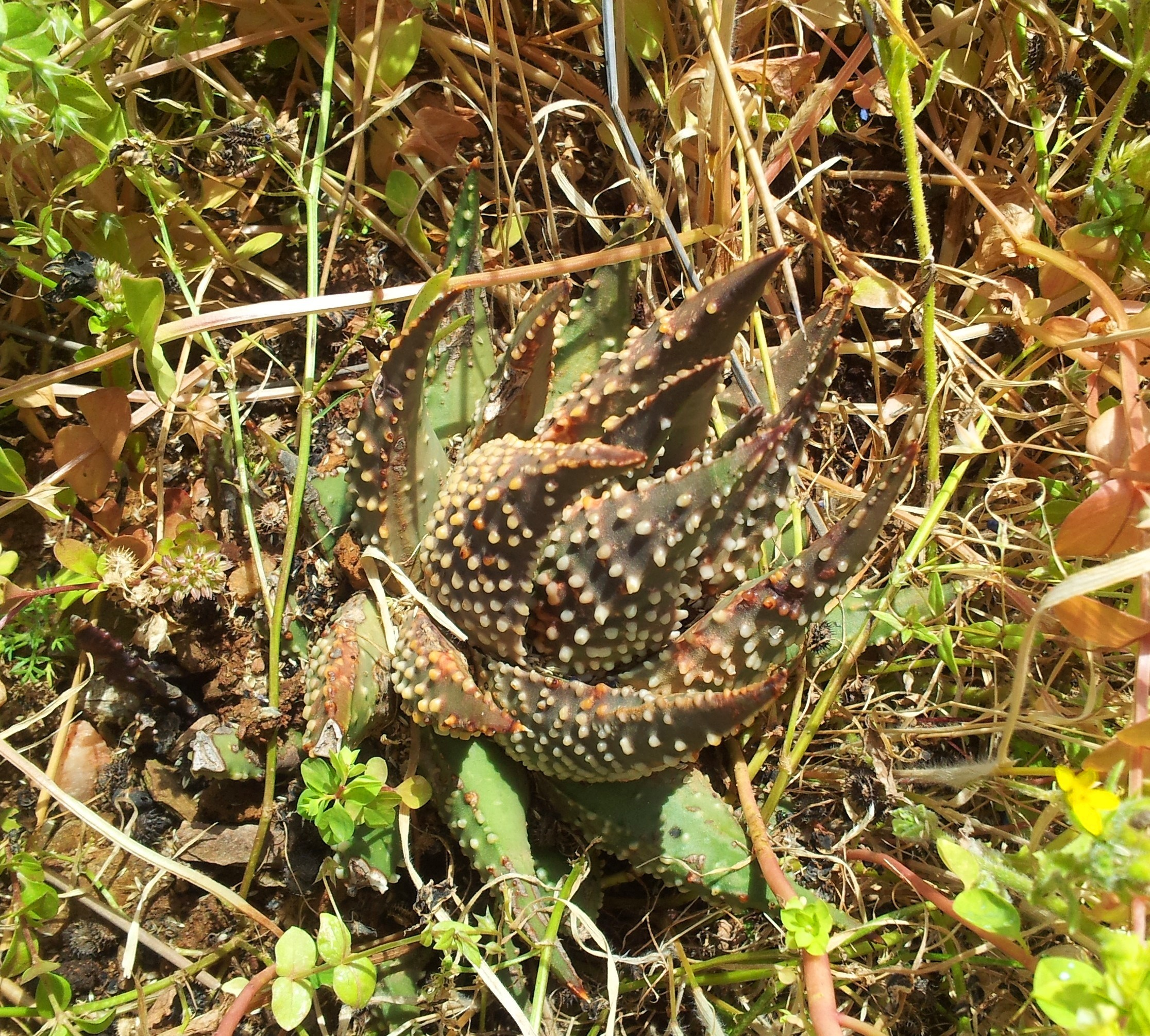
Tulista pumila

- Tulista kingiana (Poelln. ) Gideon F.Sm. & Molteno

Anteriormente conhecida como Haworthia kingiana, é a mais rara e mais a leste das quatro espécies. Ocorre nas proximidades de Mossel Bay. Tem uma cor amarelo-esverdeada, tubérculos lisos e brilhantes, e por vezes apresenta margens e quilhas. Existem formas arredondadas compactas e formas alongadas finas. Algumas populações também compensam.
- Tulista marginata (Lam. ) GDRowley

Anteriormente conhecida como Haworthia marginata, esta espécie ocorre na faixa de T. pumila para leste, até Riversdale. A segunda maior espécie, tem menos ou nenhum tubérculo e geralmente tem margens claras e uma quilha nas folhas. Também é extremamente variável em suas formas e é altamente valorizada como ornamental. Geralmente não compensa.
- Tulista minor (Aiton) Gideon F.Sm. & Molteno [9]

Anteriormente conhecida como Haworthia minima ou Haworthia minor, esta espécie ocorre ao sul da faixa de T. marginata . Aqui tende a ocorrer em vegetação renosterveld, muitas vezes perto da costa. É muito densamente coberto de tubérculos e geralmente tem uma cor azul-esverdeada. Existem formas arredondadas compactas e formas alongadas finas. Algumas populações compensam.
- Tulista pumila (L.) GDRowley

Anteriormente conhecida como Haworthia pumila/maxima/margaritifera, esta é a espécie do extremo oeste, ocorrendo na vegetação Robertson Karoo no Cabo Ocidental, África do Sul . É a maior espécie. Geralmente tem uma cor mais escura e tubérculos elevados em suas folhas. Geralmente não compensa.

## Galeria
Algumas das muitas variedades das quatro espécies deste gênero:

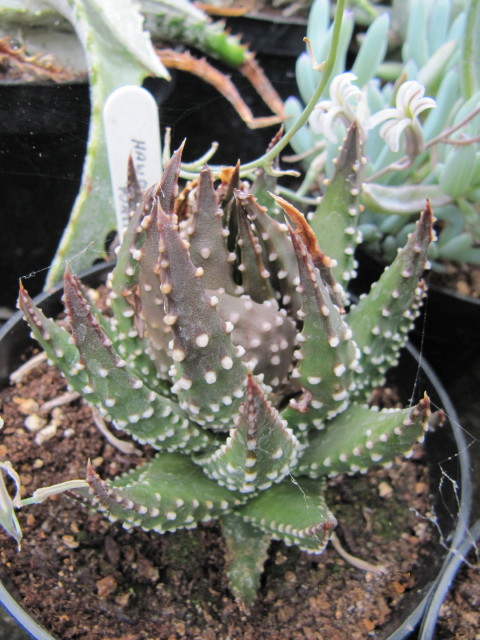
T. pumila
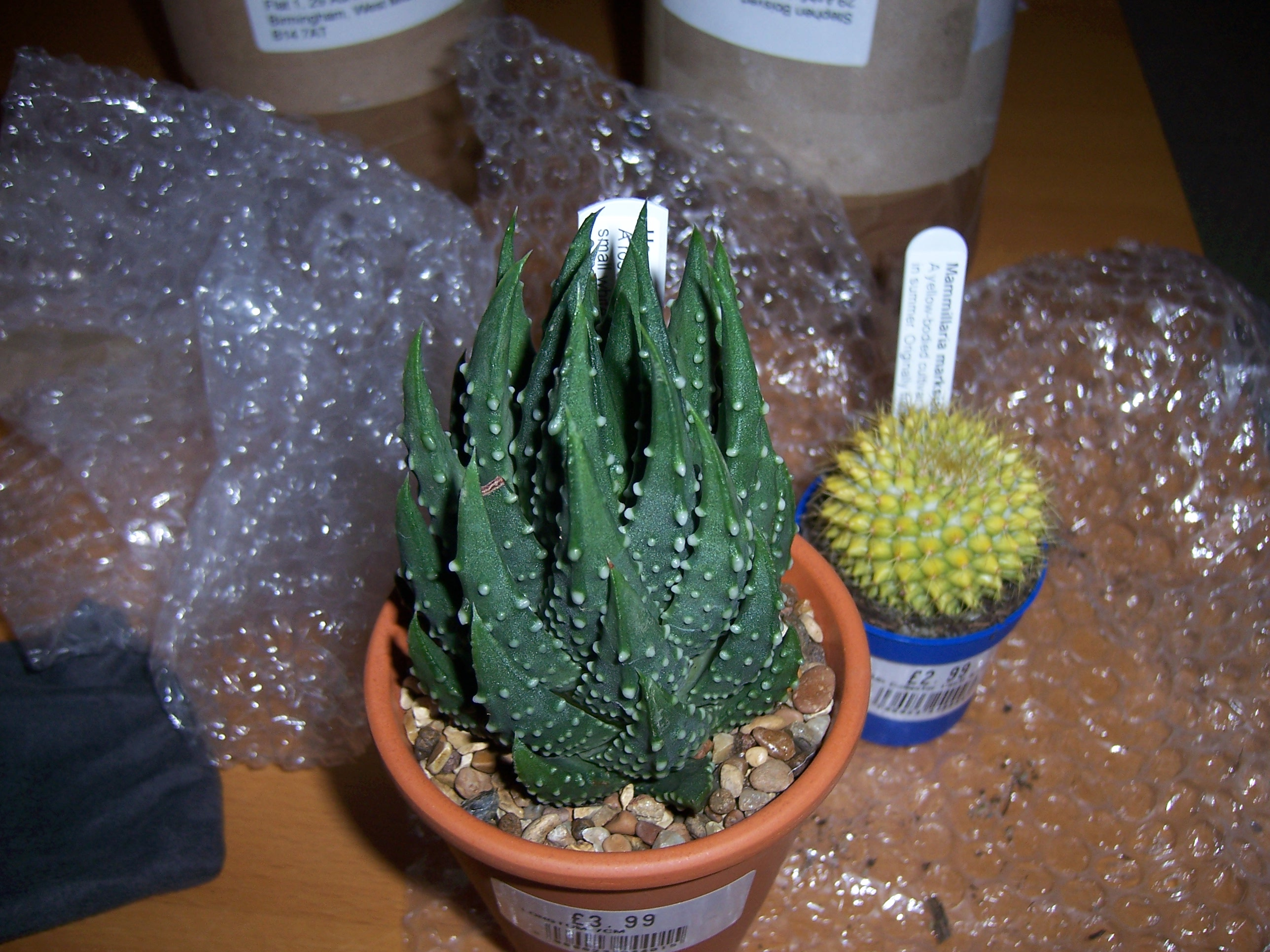
T. pumila
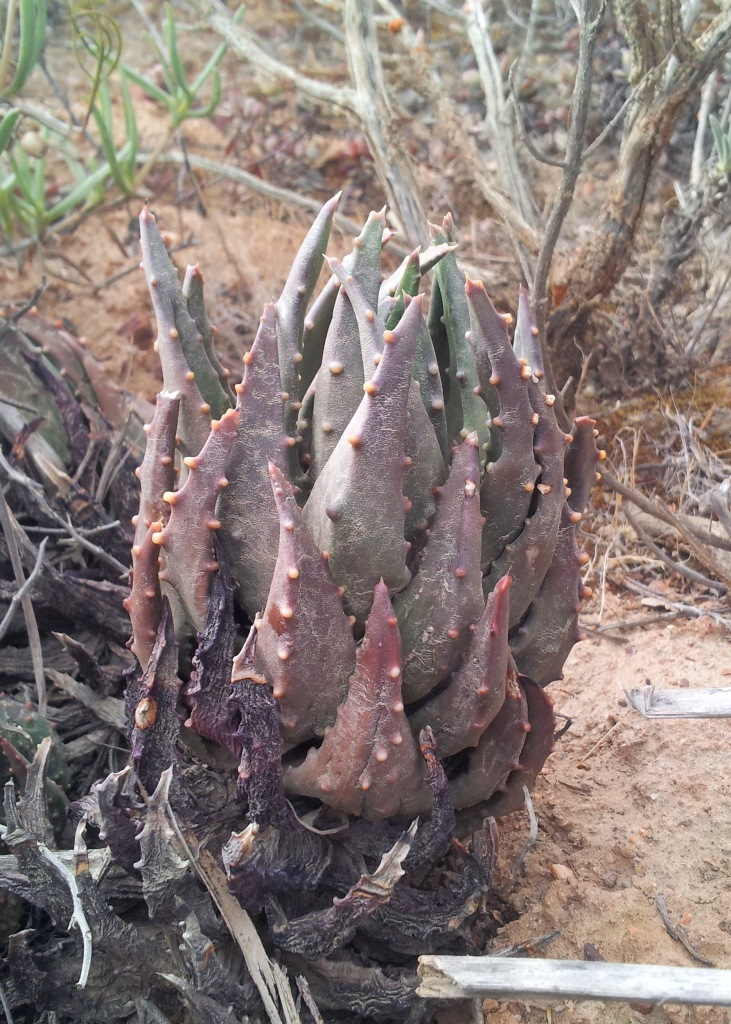
T. pumila
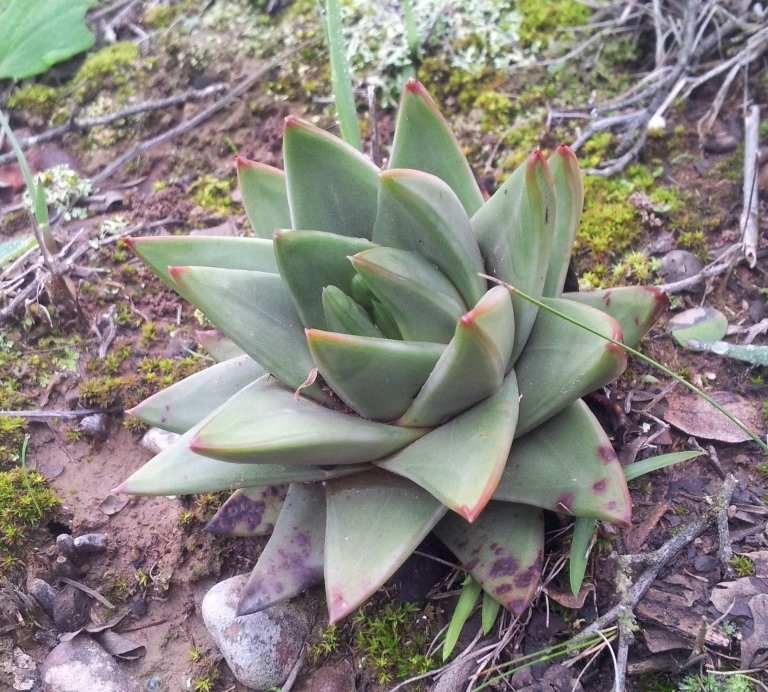
T. marginata
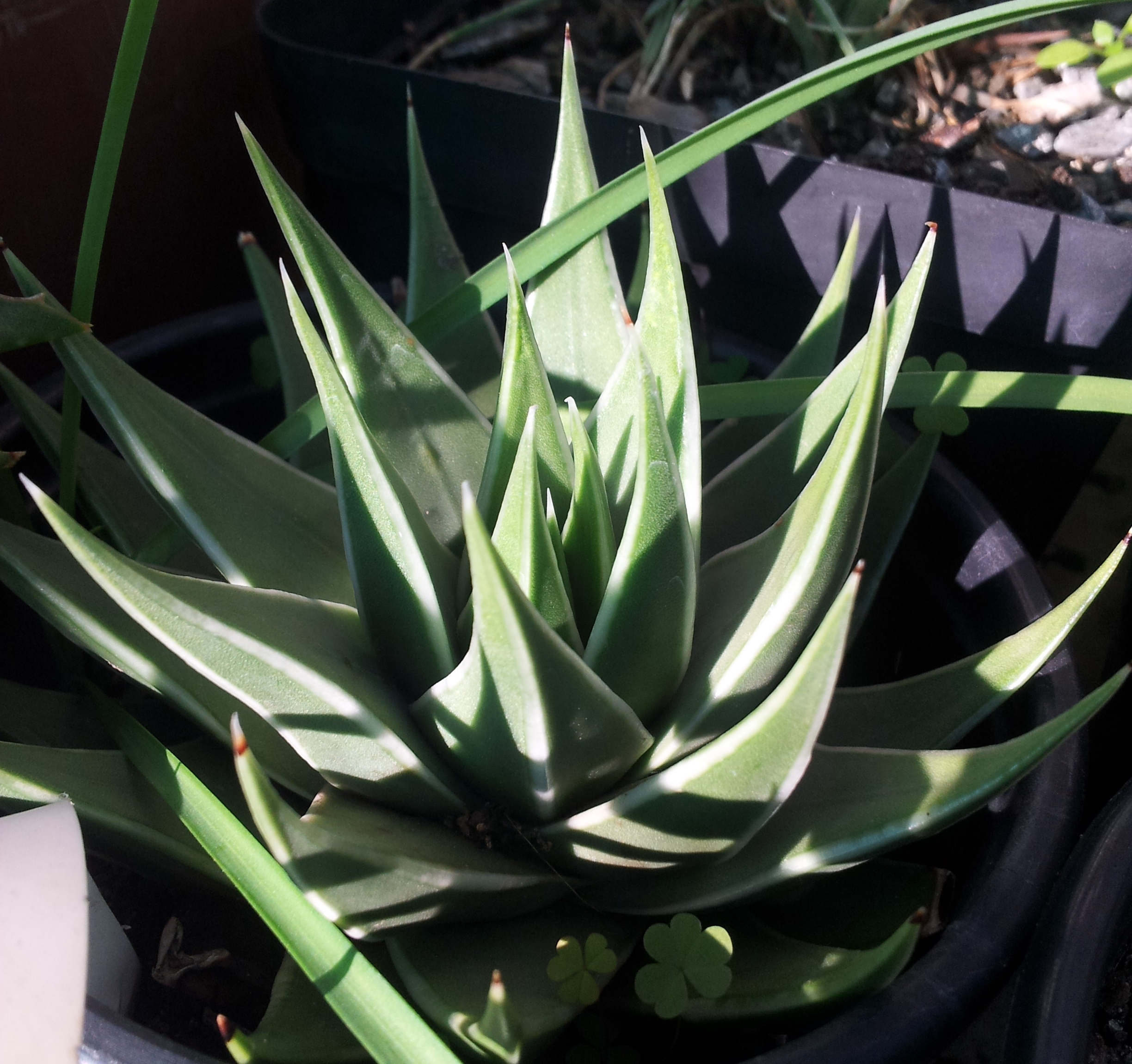
T. marginata
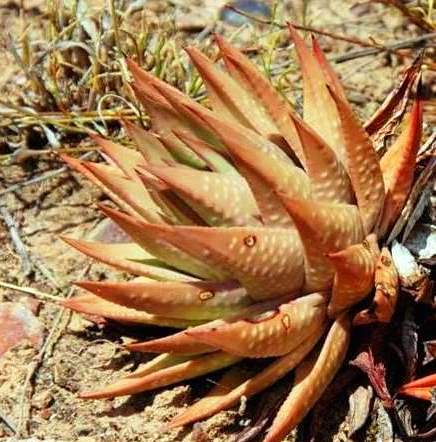
T. marginata
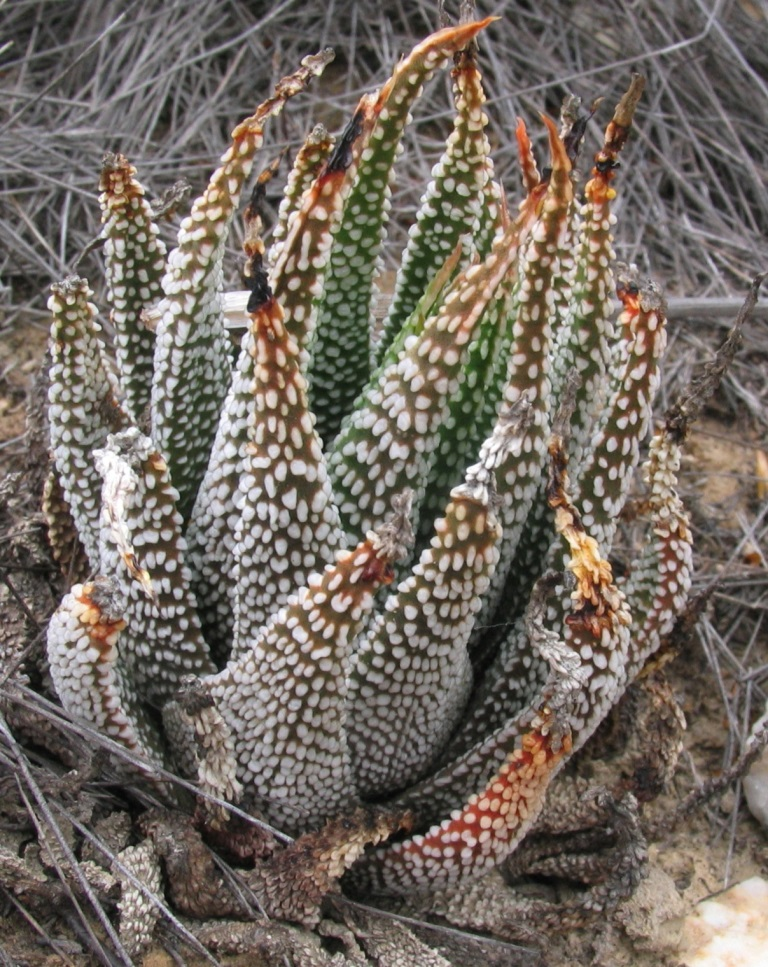
T. mínimo
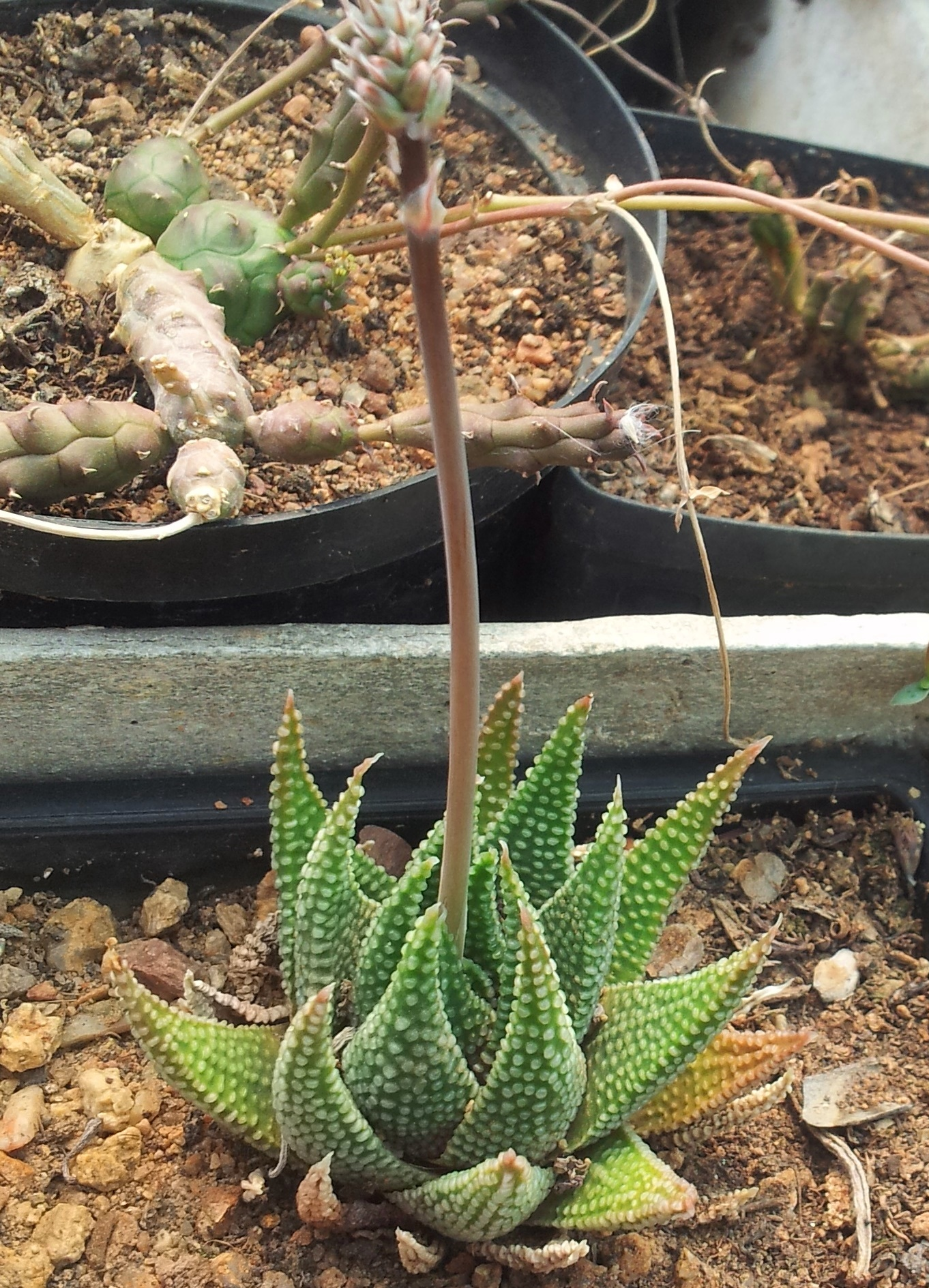
T. menor
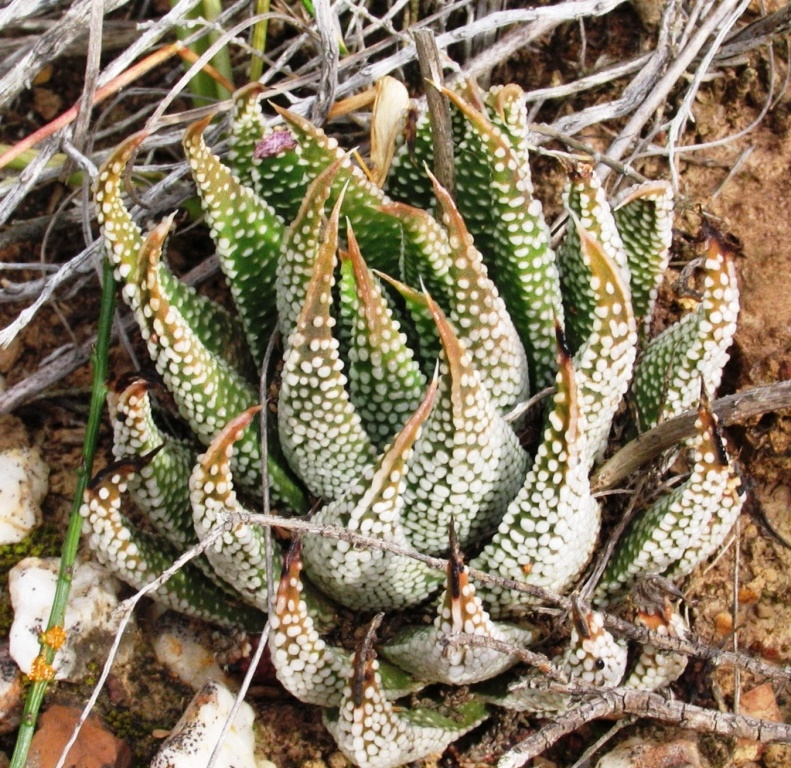
T. menor
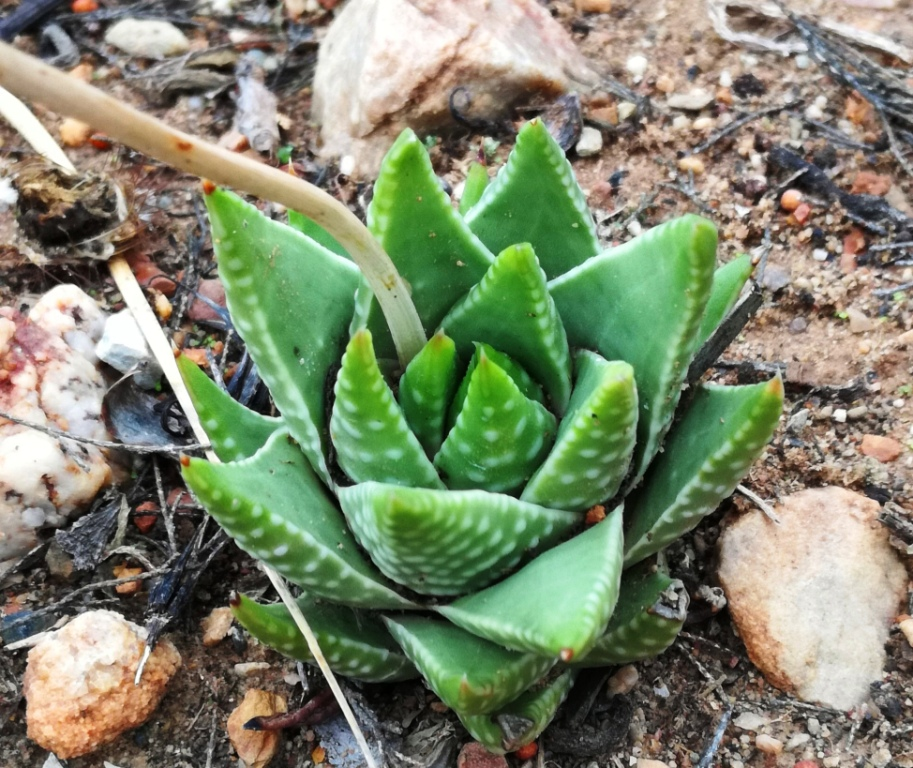
T. kingiana
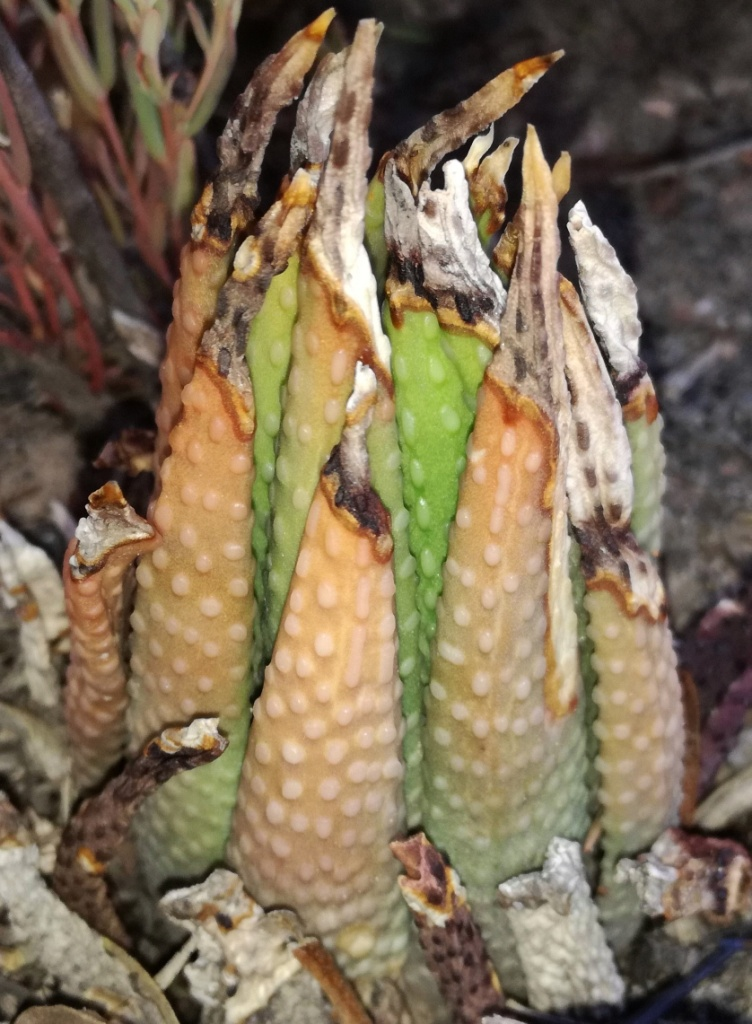
T. kingiana
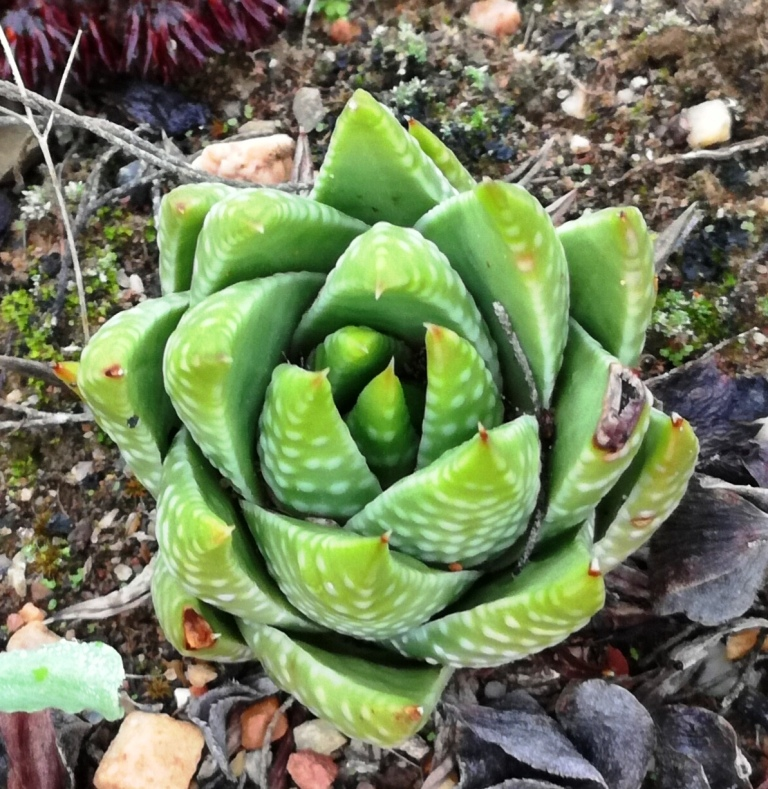
T. kingiana